# Fausto Torrefranca
Fausto Acanfora Sansone dei duchi di Porta e Torrefranca est né le 1 février 1883 à Vibo Valentia. Il est critique musical et musicologue italien. Il meurt le 26 novembre 1955, à Rome.

## Biographie
Il étudie à l'école polytechnique de Turin, où il sera diplômé en ingénierie en 1905. Il se consacre par ailleurs à l'étude de l'art musical, de manière autodidacte. De 1907 à 1919, il travaille pour la Rivisita Musicale Italiana ([Revue musicale italienne). Il va militer pour la création de chaires d'Histoire de la musique et d'Esthétique de la musique en Italie.
Il enseignera ces matières à l'Université de Rome dès 1913. Par la suite, il deviendra maître de conférences en histoire de la musique au conservatoire de Naples en 1914. Il y officiera aussi en tant que bibliothécaire, de 1915 à 1923.
De 1924 à 1938, il occupe le même poste au Conservatoire de Milan. En même temps, il est maître de conférences à l'Université catholique du Sacré-Cœur de Milan, de 1930 à 1935. Enfin il sera nommé Professeur à l'Université de Florence, en 1941.
Vice-président du Conseil International de la Musique de l'UNESCO, Fausto Torrefranca est un fervent amateur de la tradition instrumentale italienne, se développant au XVIe, XVIIe et XVIIIe siècles et qui sera progressivement délaissée au profit de l'opéra.
Ses travaux vont donc de cette histoire de la musique instrumentale italienne à celle de la polyphonie du XVIe siècle. Par ailleurs, on lui doit d'importantes contributions liées à l'histoire du quatuor, mais aussi à la musique de Sammartini, ou encore aux origines de la sonate. Le développement de cette dernière aurait été très influencé, selon lui, par la musique instrumentale italienne.

## Travaux
- Le origini della musica. Turin: Fratelli Bocca, 1907
- La vita musicale dello spirito. Turin: Fratelli Bocca, 1910
- Giacomo Puccini e l'opera internazionale. Turin: Fratelli Bocca, 1912
- Le sinfonie dell'imbrattacarte (Giovanni Battista Sammartini). Turin: Fratelli Bocca, 1915
- Il segreto del Quattrocento : musiche ariose e poesia popolaresca. Milan: Ulrico Hoepli, 1939
- Giovanni Benedetto Platti e la sonata moderna, con un'appendice di Fritz Zobeley et testi musicali. Milan: Ricordi, 1963
- Avviamento alla storia del quartetto italiano ; con introduzione e note a cura di Alfredo Bonaccorsi. Rome: ERI, 1966[2].

### Et aussi
- ‘L'allitterazione musicale’, RMI, 14 (1907), 168–86
- ‘Le origini della musica’, RMI, 14 (1907), 555–94
- ‘L'allitterazione musicale e lo sviluppo della tonalità’, RMI, 14 (1907), 863–75
- La vita musicale dello spirito: la musica, le arti, il dramma (Turin, 1910)
- Giacomo Puccini e l'opera internazionale (Turin, 1912)
- ‘Le origini della sinfonia: le sinfonie dell'imbrattacarte’ (G.B. Sammartini)’, RMI, 20 (1913), 291–346; xxi (1914), 97–121, 278–312; xxii (1915), 431–46
- ‘Opera as a “Spectacle for the Eye”’, MQ, 1 (1915), 436–52
- ‘Riccardo Strauss: intermezzo di date e documenti’, RMI, 26 (1919), 140–67, 291–331
- ‘Arrigo Boito’, Critica musicale, 1 (1919), 189–98, 221–30; Eng. trans., MQ, vi (1920), 532–52
- ‘Influenza di alcuni musicisti italiani vissuti a Londra su W.A. Mozart’, Musikwissenschaftlicher Kongress: Basle 1924, 336–62
- ‘La scenografia e l'opera in musica sino al Romanticismo’, Il pianoforte, 8 (1927), Mai– Juin, 190–98
- ‘I valori della musica: rivalutazioni ed orientamenti’, RaM, 2 (1929), 1–17, 65, 233–6
- Le origini italiane del romanticismo musicale: i primitivi della sonata moderna (Turin, 1930/R)
- ‘L'officina dell'opera’, RaM, 3 (1930), 136–4
- ‘Mozart e il quartetto italiano’, Musikwissenschaftliche Tagung der Internationalen Stiftung Mozarteum: Salzburg 1931, 79–102
- ‘Il “grande stregone” Giacomo Torelli e la scenografia del Seicento’, Scenario, 3 (1934), 437
- ‘I primordi della polifonia nel Cinquecento’, Nuova antologia, 376 (1934), 107–21
- ‘Le prime villote a quattro e loro importanza storica ed estetica’, Arti e tradizioni popolari III: Trent 1934, 182–92
- ‘Il mio Bellini’, Bollettino dei musicisti, 2 (1934–5), 65–6
- ‘Il melodramma’, Storia del teatro italiano, ed. S. d'Amico (Milan, 1936), 137–63
- ‘Il primo maestro di W.A. Mozart (Giovanni Maria Rutini)’, RMI, 40, (1936), 239–53
- ‘Ciò ch'è vivo nella musica del passato’, ‘Profonda unanimità di una rivoluziona musicale’, Congresso di musica II: Florence and Cremona 1937, 195–203, 314–2
- Il segreto del Quattrocento: musiche ariose e poesia popolaresca (Milan, 1939)
- ‘Perchè non v'è osmosi tra arte e pubblico?’, Congresso di musica: Florence 1948, 75– 88
- Guido d'Arezzo’, GfMKB : Lüneburg 1950, 60–67
- ‘Gaspare Spontini e l'opera tedesca’, Studi spontiniani I: Iesi, Maiolati, Fabriano and Ancona 1951, 129–39
- ‘Origine e significato di repicco, partita, ricercare, sprezzatura’, IMSCR V: Utrecht 1952, 404–14
- ‘Avviamento alla storia del quartetto Italiano’, Approdo musicale, no.23 (1966), 5–181[2]

## Postérité
Son travail a permis d’alerter les musicologues italiens à propos de certains sujets, tels que la musique italienne instrumentale, alors négligée au profit de la tradition lyrique du XIXe siècle. En effet, dans son ouvrage Le origini italiane del romanticismo musicale (1930), il cherche à montrer que les sources de la musique instrumentale moderne se trouvent dans cette musique instrumentale italienne du XVIIIe siècle. En remettant en cause les travaux de Riemann, il tente de repenser l’histoire de la musique et de montrer que Mozart, Haydn, Rameau ou encore Couperin seraient au fond tous des « compositeurs italiens ».
Son célèbre essai publié en 1912, Giacomo Puccini e l’opera internazionale (Giacomo Puccini et l’opéra international), reste aujourd’hui dans les mémoires à cause de l’anti-puccinisme qu’il traduit. Selon Leonardo Pinzauti (it), professeur d’histoire de la musique adjoint à Torrefranca dans les années 1950, cet ouvrage a eu un impact sur Giacomo Puccini lui-même. Le livre de Fausto Torrefranca aurait forcé le compositeur à se remettre en question, ce qui se ferait ressentir dans l’instrumentation raffinée de ses dernières œuvres, et notamment dans Il trittico (le Triptyque) et dans Turandot.
Il développera une vision esthétique de la musique dérivée des idées philosophiques de Benedetto Croce. Selon lui, la musique prédominerait sur les autres arts puisque « l’activité créatrice d’un musicien est une expression pure de son intellect, par son intellect. Tandis que les autres arts expriment des idées et en tirent des conclusions, la musique exprime simplement ; elle ne tire aucune conclusion » (La vita musicale dello spirito, pp. 45-46).
Sa ville natale, Vibo Valentia, donnera son nom au Conservatoire municipal.